# جاستن فولي
جاستن فولي (بالإنجليزية: Justin Foley)‏ هو موسيقي أمريكي، ولد في 16 يونيو 1976 في Simsbury, Connecticut ‏ في الولايات المتحدة.

## وصلات خارجية
- جاستن فولي على موقع ميوزك برينز (الإنجليزية)
- جاستن فولي على موقع ديسكوغز (الإنجليزية)